# Завальновский сельсовет
Завальновский сельсове́т — сельское поселение в Усманском районе Липецкой области. 
Административный центр — село Завальное.

## История
В соответствии с законами Липецкой области №114-оз от 02.07.2004 и №126-оз от 23.09.2004 сельсовет наделён статусом сельского поселения, установлены границы муниципального образования.

## Население
| 2010  | 2012  | 2013  | 2014  | 2015  | 2016  | 2017  |
| ----- | ----- | ----- | ----- | ----- | ----- | ----- |
| 1689  | ↘1643 | ↘1539 | ↘1469 | ↘1458 | ↗1476 | ↗1532 |
| 2018  | 2021  |       |       |       |       |       |
| ↗1582 | ↘1495 |       |       |       |       |       |

## Состав сельского поселения
| № | Населённый пункт | Тип населённого пункта       | Население |
| - | ---------------- | ---------------------------- | --------- |
| 1 | Завальное        | село, административный центр | ↘1495     |